# روبرت يونغ (كاتب بريطاني)
روبرت يونغ (بالإنجليزية: Robert Young)‏ هو منتج أفلام وكاتب سيناريو ومخرج بريطاني، ولد في 16 مارس 1933 في شلتنهام في المملكة المتحدة.

## وصلات خارجية
- روبرت يونغ على موقع IMDb (الإنجليزية)
- روبرت يونغ على موقع قاعدة بيانات الأفلام السويدية (السويدية)
- روبرت يونغ على موقع قاعدة بيانات الفيلم (الإنجليزية)
- روبرت يونغ على موقع كينوبويسك (الروسية)